# Karl-Adolf Hollidt
Karl-Adolf Hollidt, nemški general, * 28. april 1891, Speyer, Palatinate, † 22. maj 1985, Siegen.

## Napredovanja
- Fahnenjunker-Unteroffizier (25. november 1909)
- Fähnrich (22. marec 1910)
- poročnik (16. november 1910)
- nadporočnik (22. marec 1915)
- stotnik (22. marec 1918)
- major (1. februar 1930)
- podpolkovnik (1. februar 1932)
- polkovnik (1. januar 1935)
- generalmajor (1. april 1938)
- generalporočnik (1. april 1940)
- general pehote (1. februar 1942)
- generalpolkovnik (1. september 1943)

## Odlikovanja
- viteški križ železnega križa (479.; 8. september 1941)
- viteški križ železnega križa s hrastovimi listi (239.; 17. maj 1943)
- 1914 železni križec I. razreda (18. oktober 1916)
- 1914 železni križec II. razreda (9. september 1914)
- Grossherzoglich Hessische Tapferkeitsmedaille
- Verwundetenabzeichen, 1918 in Schwarz
- Ehrenkreuz für Frontkämpfer
- Wehrmacht-Dienstauszeichnung IV. bis I. Klasse
- Spange zum EK I (7. junij 1940)
- Spange zum EK II (30. maj 1940)
- Kgl. Rumän. Orden Michael der Tapfere III. Klasse (19. september 1941)
- Medaille Winterschlacht im Osten 1941/1942
- Krimschild
- Wehrmachtbericht (4. avgust 1943)